# 고강용
고강용(1995년 9월 6일 ~ )은 MBC 아나운서다.

## 학력
- 서울과학기술대학교 학사

## 경력
- 2020년 : 케이웨더 기상 캐스터
- 2021년 ~ 2023년 : KNN 아나운서
- 2024년 5월 1일 ~ 2024년 11월 30일 : 연합뉴스TV 아나운서
- 2024년 12월 1일 ~ 현재 : MBC 아나운서

## 진행

### 현재

#### TV
- MBC 스포츠플러스 베이스볼 투나잇 오프튜브 캐스터 - 2025년 5월 5일 ~ 현재

### 과거

#### TV
- KNN TV 《KNN 생방송 투데이》 남성 MC - 2021년 3월 29일 ~ 2021년 10월 1일
- KNN TV 《KNN 모닝와이드》 남성 앵커 - 2021년 10월 4일 ~ 2023년 1월 6일
- KNN TV 《평일 KNN 뉴스아이》 남성 앵커 - 2023년 1월 2일 ~ 2023년 7월 7일
- KNN TV 《KNN 뉴스투데이》 앵커 - 2023년 1월 9일 ~ 2023년 7월 7일
- KNN TV 《네트워크 투데이》 MC
- MBC TV 《일요일 MBC 뉴스》 앵커 - 2025년 3월 2일 ~ 2025년 6월 1일
- MBC TV 《토요일 MBC 뉴스투데이》 임시 앵커 - 2025년 3월 22일[1]
- MBC TV 《토요일 12시 MBC 뉴스》 임시 앵커 - 2025년 3월 22일[1]
- MBC TV 《2시 뉴스외전》 임시 서브 앵커 - 2025년 4월 15일, 2025년 4월 17일 ~ 2025년 4월 18일
- MBC TV 선택 2025 캐스터 - 2025년 6월 3일
- MBC TV 《930 MBC 뉴스》 임시 앵커 - 2025년 6월 30일[2]

#### 라디오
- KNN 러브 FM 《고강용의 라디오라떼》 DJ - 2022년 4월 9일 ~ 2023년 4월 2일

#### 기타
- 유튜브 《붓싼뉴스 - 부산이데이(Busan Everyday)》 앵커

## 출연

### 현재

#### 라디오
- MBC 표준FM 하루의 시작 정다희입니다 요즘 아침의 정석 게스트 - 2025년 5월 30일 ~ 현재

### 과거

#### TV
- MBC TV 나 혼자 산다 게스트 - 2025년 6월 13일